# Palazzo Venusio
Il palazzo Venusio è un edificio di valore storico e architettonico di Napoli, ubicato in via Sant'Anna dei Lombardi.
La fondazione del palazzo risalirebbe al XVI secolo, ma la struttura è stata modificata più volte in epoche successive, fino all' ultimo rifacimento realizzato nel 1826 da Camillo Napoleone Sasso su commissione della famiglia De Martino .
Il palazzo è caratterizzato da un portale di epoca barocca, composto da una cornice modanata con chiave di volta scolpita, ed è affiancato da lesene tuscaniche bugnate che sormontano una trabeazione con un timpano spezzato ed interrotto dalla finestra del mezzanino. Le finestre presentano cornici in stucco dell'Ottocento. Sulla volta dell'androne è affrescato lo stemma della famiglia dei marchesi Venusio (che fu proprietaria del palazzo dopo i già citati De Martino); mentre lungo lo scalone sono disposte alcune statue.

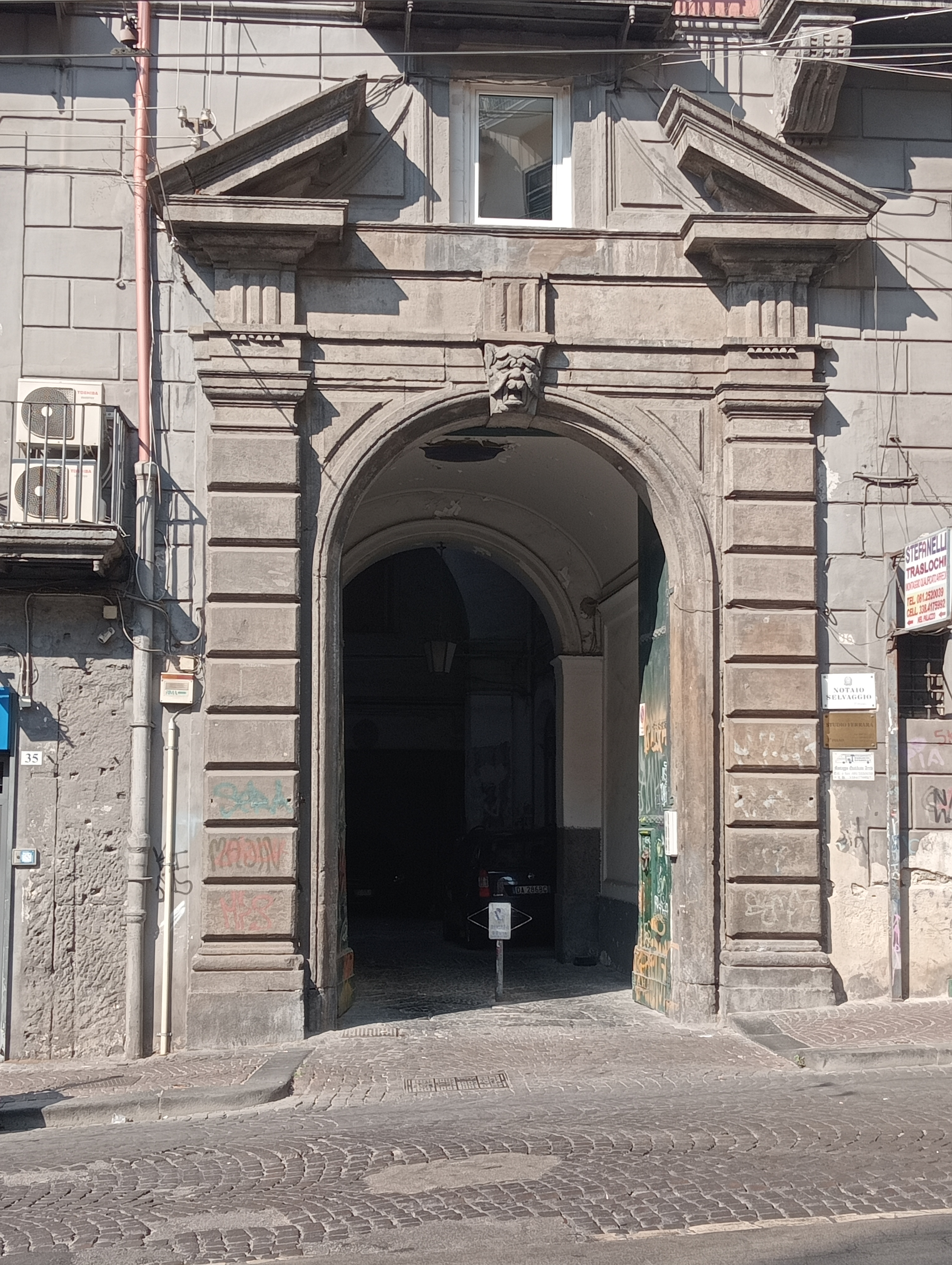
Il portale in piperno
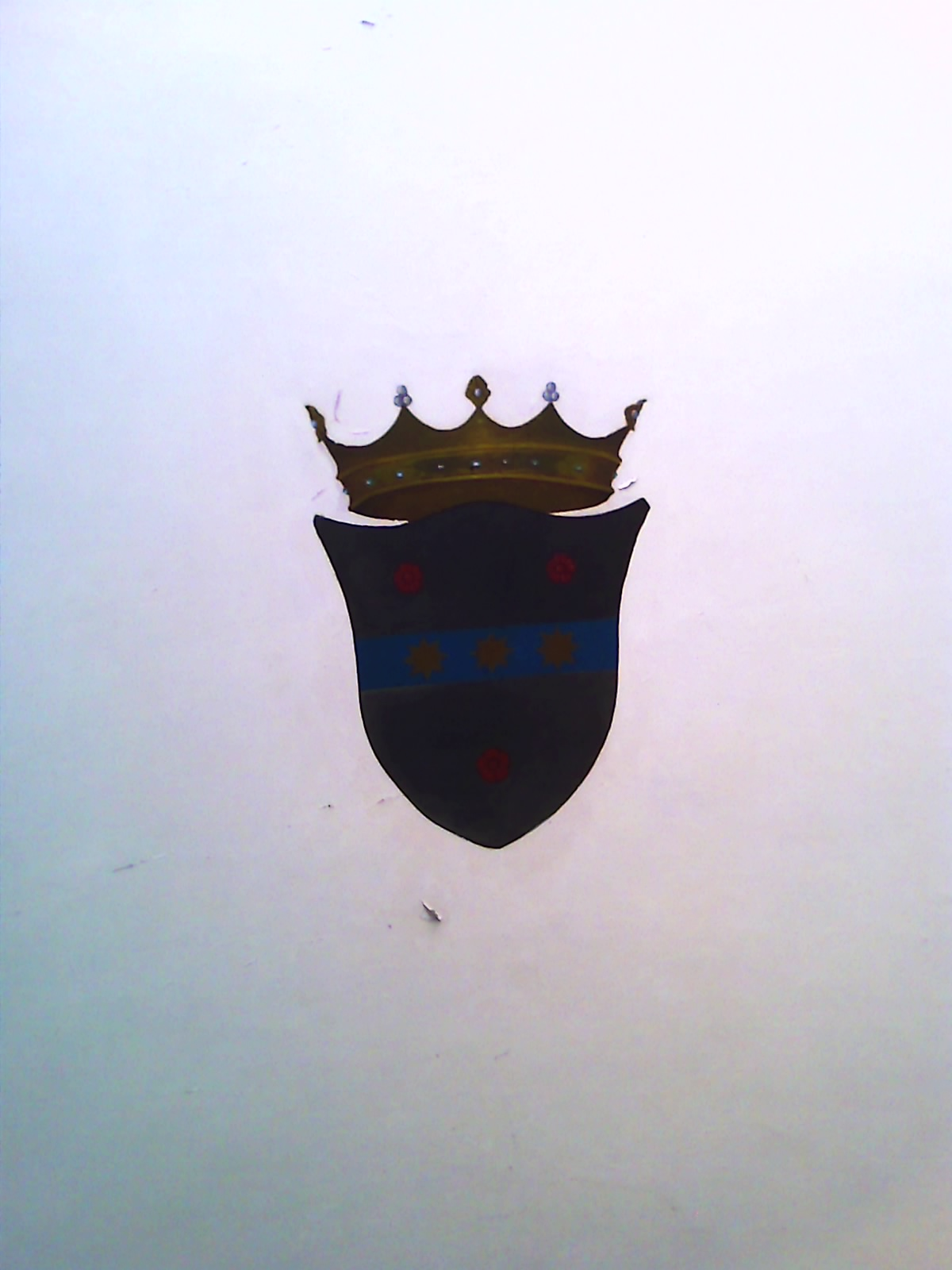
Lo stemma sulla volta dell'androne